# Hôpital principal de Dakar
L’Hôpital principal de Dakar (HPD) situé à Dakar dans l’arrondissement de Dakar-Plateau, est un établissement public de santé à statut spécial ouvert au service public, il constitue selon sa devise un hôpital de référence en perpétuelle mutation. Hôpital colonial à l’origine, puis hôpital militaire français, il est depuis 1971, hôpital d’instruction des armées du Sénégal sous la tutelle des Forces armées.

## Histoire
Le projet initial date de 1882, il s’agit alors de construire une ambulance de 200 lits, sur un site proche du Cap Manuel, en face de Gorée.  Inauguré en 1884 après la fermeture de l’hôpital de Gorée, il devient Hôpital militaire en 1890, et prend une importance particulière quand Dakar est érigée en capitale de l’Afrique-Occidentale française en 1895. Le règlement de 1912 en fait un hôpital colonial, rattaché au gouverneur général de l’AOF, il reçoit alors l’appellation qu’il conserve, désormais, d’hôpital principal en raison de son niveau hiérarchique dans l’organisation sanitaire. Ancien hôpital militaire français jusqu’en 1971, il demeure un symbole de la coopération militaire franco-sénégalaise.

## Services
Il est organisé en quatre grands services qui regroupent plusieurs départements :
- Services administratifs et techniques
- Services médicaux
- Services chirurgicaux
- Services médico-techniques

## Monument historique
L'Hôpital Principal de Dakar constitue un bien culturel inscrit sur la liste des monuments historiques classés.

## Autres hôpitaux
- Hôpital Le Dantec
- Hôpital militaire de Ouakam
- Institut d'hygiène sociale-Polyclinique